# Tiêu Khê

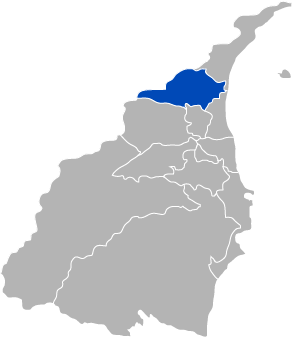
Vị trí tại Nghi Lan

Tiêu Khê (tiếng Trung: 礁溪; bính âm: Jiāoxī; Bạch thoại tự: Ta-khoe) là một hương (xã) của huyện Nghi Lan, tỉnh Đài Loan, Trung Hoa Dân Quốc (Đài Loan). Tiêu Khê có địa hình đồi núi ở phía tây bắc và bằng phẳng ở phía tây nam. Hương là một nơi nghỉ dưỡng cuối tuần cho cư dân vùng đô thị Đài Bắc lân cận và nổi tiếng với những suối nước nóng trên địa bàn.Tiêu Khê có diện tích 101,4278 km², dân số vào tháng 8 năm 2011 là 35.992 người thuộc 12.487 hộ gia đình, mật độ cư trú đạt 354,9 người/km².